# Mičio Kuši
Mičio Kuši (též Michio Kushi, japonsky: 久司 道夫, Kuši Mičio; 17. května 1926 Kokawa, prefektura Wakajama, Japonsko – 28. prosince 2014 Boston, USA) byl japonský odborník na makrobiotiku, který pomohl její popularizaci v USA na počátku 50. let 20. století.
V mládí studoval mezinárodní právo a zajímal se o vytvoření celosvětového parlamentu pro uchování míru ve světě. Po svém setkání se slavným profesorem orientální medicíny a filosofie Jukikazuem Sakurazawou, na Západě známým jako George Ohsawa, zasvětil svůj život propagaci a výuce tradičního taoistického systému rovnováhy principů jin a jang. Na počátku padesátých let se přestěhoval do USA. Přednášel po celé Americe, západní Evropě i na Dálném východě.
Je autorem mnoha knih, například Akupunktura – staré a nové způsoby, Přírodní zemědělství, Původ a léčení nemocí, Kniha o makrobiotice – umění žít zdravě, šťastně a svobodně, Strava pro předcházení nádorům, Do-in – cvičení pro tělesný i duchovní rozvoj člověka a mnoho dalších.
Jeho žačkou a propagátorkou byla u nás Jarmila Průchová (1928–2021).
Zemřel na rakovinu slinivky.